# 台北寒舍艾美酒店
台北寒舍艾美酒店（英語：Le Meridien Taipei）為台灣「寒舍餐旅管理顧問股份有限公司」與喜達屋酒店及度假酒店國際集團加盟合作，為艾美酒店品牌中的一家五星級酒店，於2010年12月3日開幕，位於臺北市信義區，為一集合商務、購物和休閒娛樂區域。共有160間客房，2018年在首屆公布的台北米其林指南飯店類中獲得「黑4」的評等，2018年董事長賴英里陸續被媒體爆料：與龍巖集團董事長李世聰密切互動並一同出國旅遊，亦未出席公司股東會，後於27日請辭該職務。2018年7月初，臨時股東會推舉寒舍集團創辦人蔡辰洋之子蔡伯翰接任董事長，賴英里則轉任董事。

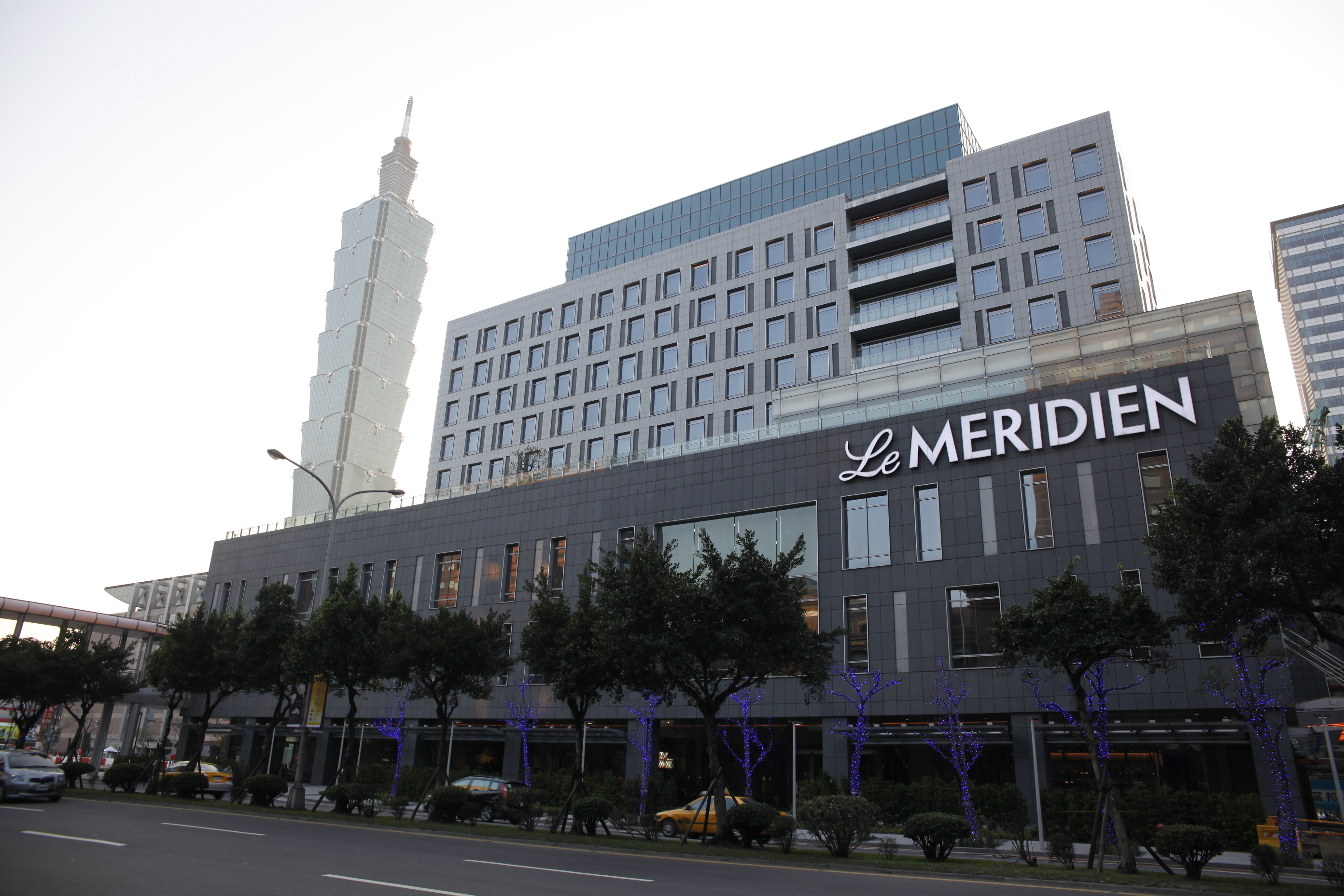
台北101與台北寒舍艾美酒店

## 餐廳品牌
- 探索廚房
- 寒舍食譜
- Drip & Dough
- 北緯二十五
- TIPSY Sparrow

## 相關參見
- 艾美酒店
- 臺北寒舍艾麗酒店

## 外部連結
- 台北寒舍艾美酒店（页面存档备份，存于）（繁體中文）（英文）（日語）
- 台灣公司資料
- 台北寒舍艾美酒店  臺灣旅宿網 （页面存档备份，存于）
  - Le Méridien Taipei 台北寒舍艾美酒店的Facebook專頁